# 朋素克喇布坦 (土谢图汗部)
朋素克喇布坦（？—1733年），清朝蒙古王公，喀尔喀土谢图汗部人，博尔济吉特氏。
他是郡王车木楚克纳木扎勒的弟弟。开始为协理台吉，隶属于车木楚克纳木扎勒旗。康熙五十四年（1715年），随右卫将军费扬古赴扎布堪，防御准噶尔部策妄阿喇布坦。康熙五十五年（1716年），分兵驻额德尔。康熙五十六年（1717年），随和托辉特部辅国公博贝擒获厄鲁特宰桑罗卜藏锡喇布等，使其部众归降。康熙五十八年（1719年），捐献十万只羊给巴里坤军。康熙五十九年（1720年），随征西将军祁里德征讨厄鲁特，收降宰桑色布腾。雍正八年（1730年），分他哥哥的两个佐领归他为一旗，为札萨克一等台吉。雍正十年（1732年），噶尔丹策零派大策凌敦多布掠夺喀尔喀牧地，至额尔德尼昭，他领兵出征。次年去世。